# Чељовце
Чељовце (слч. Čeľovce) насељено је мјесто са административним статусом сеоске општине (слч. obec) у округу Требишов, у Кошичком крају, Словачка Република.

## Становништво
| Година:    | 1994. | 2004.   | 2014.   | 2024.   |
| ---------- | ----- | ------- | ------- | ------- |
| Број људи: | 487   | 526     | 559     | 551     |
| Разлика:   |       | +8,00 % | +6,27 % | -1,43 % |

| Година:    | 2023. | 2024.   |
| ---------- | ----- | ------- |
| Број људи: | 562   | 551     |
| Разлика:   |       | -1,95 % |

Према подацима о броју становника из 2011. године насеље је имало 548 становника.